# Al filo de la sospecha
Al filo de la sospecha  (título original: Jagged Edge) es una película estadounidense de 1985 dirigida por Richard Marquand e interpretada por Glenn Close, Jeff Bridges y Peter Coyote. Fue un éxito de taquilla.

## Argumento
Un intruso enmascarado irrumpe en la casa de la playa de la socialité de San Francisco Page Forrester, la ata a su cama, le abre la camisa y la mata con un cuchillo de caza.  La criada también es asesinada.  El esposo Jack Forrester (Jeff Bridges) es arrestado por su asesinato, intenta contratar a la abogado de alto perfil Teddy Barnes (Glenn Close) para que lo defienda.  Barnes se resiste a tomar el caso ya que un incidente con el fiscal de distrito Thomas Krasny, su antiguo jefe, la obligó a dejar de ejercer el derecho penal.
Krasny le dice a Barnes que el prisionero Henry Styles se ahorcó, lo que la angustia.  Barnes visita a Sam Ransom, un detective privado que también solía trabajar para Krasny y que cambió de carrera al mismo tiempo que Barnes.  Barnes decide tomar el caso.
Barnes y Forrester se preparan para el juicio y en algún momento duermen juntos.  Ransom advierte a Barnes que Forrester solo está tratando de hacer que se preocupe más por su caso.  Su oficina comienza a recibir cartas anónimas que contienen detalles de casos no públicos y un análisis muestra que fueron escritas en una máquina de escribir Corona de 1942.
En una reunión previa al juicio, Barnes le dice al juez que Krasny tiene antecedentes de no cumplir con las obligaciones de descubrimiento.  El caso de la acusación se basa en pruebas circunstanciales y dos de sus testigos clave están desacreditados por Barnes.
Krasny llama a declarar a Eileen Avery, quien tuvo una aventura con Forrester.  Mientras Avery detalla su relación con Forrester, Barnes encuentra inquietantemente similar a su propia relación con él.  Se siente manipulada y ahora cree que Forrester es culpable, pero continúa defendiendole por un sentido del deber.
Otra nota llega a su oficina diciendo: "Es inocente. Santa Cruz. 21 de enero de 1984. Pregúntale a Julie Jensen".  Barnes llama a Jensen para testificar que fue atacada de la misma manera que Page Forrester.  Todos los detalles coinciden, pero ella dice que su atacante pareció evitar matarla.  Cuando Krasny objeta que el ataque a Jensen no está relacionado con el de Forrester, deja escapar que su oficina investigó el ataque y no lo reveló en el descubrimiento.  En la sala, el juez amenaza con inhabilitar a Krasny.  Krasny insiste en que Forrester planeó el asesinato de Page durante 18 meses, atacó a Jensen para crear una coartada para sí mismo y es el autor de las cartas anónimas.
El juez prohíbe a Krasny presentar su teoría al jurado y Forrester es declarado inocente.  Barnes anuncia a los medios que dejó la oficina del fiscal de distrito cuando Krasny suprimió las pruebas que demostraban la inocencia de Henry Styles.  Krasny se marcha disgustado.
Barnes va a la casa de Forrester para celebrar y vuelven a dormir juntos.  Por la mañana, descubre, en un armario, una máquina de escribir Corona de 1942 que coincide con el análisis de las notas anónimas.  Ella lo toma y huye.
Cuando Forrester llama, ella le dice que encontró la máquina de escribir.  Forrester insiste en ir a verla.  Barnes llama a Ransom, a punto de decirle que Forrester es un asesino, pero cuelga.  Una figura enmascarada irrumpe y la confronta en su dormitorio.  Cuando comienza a atacarla, Barnes aparta las sábanas para revelar una pistola.  Ella le dispara varias veces hasta que cae al suelo.  Ransom entra y desenmascara al atacante: Forrester.

## Reparto
| Actor                | Personaje       |
| -------------------- | --------------- |
| Glenn Close          | Teddy Barnes    |
| Jeff Bridges         | Jack Forrester  |
| Peter Coyote         | Thomas Krasny   |
| Robert Loggia        | Sam Ransom      |
| John Dehner          | Juez Carrigan   |
| Karen Austin         | Julie Jenson    |
| Guy Boyd             | Matthew Barnes  |
| Marshall Colt        | Bobby Slade     |
| Louis Giambalvo      | Fabrizi         |
| Ben Hammer           | Dr. Goldman     |
| Lance Henriksen      | Frank Martin    |
| Sanford Jensen       | Scott Talbot    |
| James Karen          | Andrew Hardesty |
| Leigh Taylor - Young | Virginia Howell |
| William Allen Young  | Greg Arnold     |

## Comentarios
La película fue candidata al Oscar al mejor actor de reparto (Robert Loggia).
- Datos: Q764760